# Novo Cruzeiro
Novo Cruzeiro – miasto i gmina w Brazylii, w stanie Minas Gerais.